# Myopathie congénitale à cores centraux

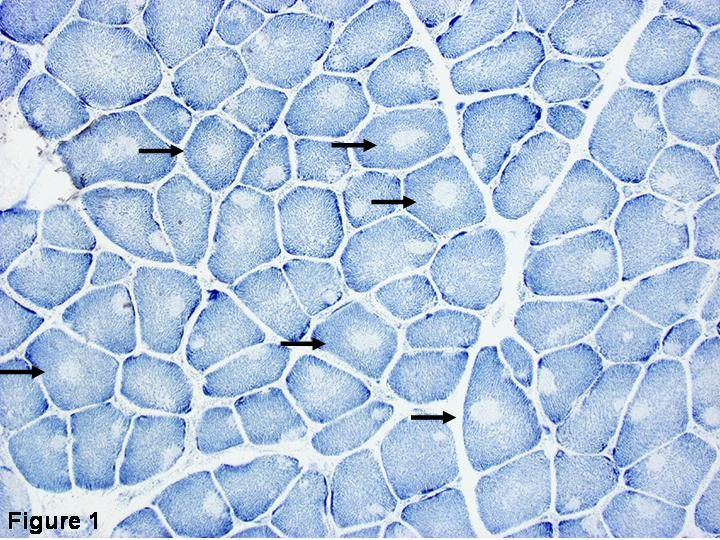
Aspect histopathologique de la maladie typique du core central : NADH-TR, coupe transversale du rectus femoris.

La myopathie congénitale à cores centraux (ou à « central cores ») est une maladie musculaire génétique qui doit son nom à l'aspect au microscope du muscle. Le core est une petite zone de désorganisation cellulaire avec diminution de l'activité oxydative en rapport avec la disparition des mitochondries.
Les manifestations cliniques permettent de distinguer grossièrement quatre types :
- La forme classique, de loin la plus fréquente se traduisant par une hypotonie musculaire à la naissance avec faiblesse musculaire s'accompagnant d'un retard de développement neurologique. Les muscles respiratoires sont parfois impliqués avec complications cardiaques secondaires. Des manifestations osseuses vertébrales sont fréquentes.
- La forme modérée avec atteinte de la main
- La forme néonatale avec arthrogrypose multiples
- La forme oculaire

## Incidence et prévalence
Inconnue.

## Étiologie
Bien que cette maladie génétique semble hétérogène, deux gènes seulement ont été retrouvés impliqués dans cette maladie :
- Mutation du gène RYR1 (en) (en) 180901 situé sur le chromosome 19 codant le récepteur de la ryanodine. La mutation du gène RYR1 provoque aussi une sensibilité à l'hyperthermie maligne.
- Mutation du gène SEPN1 (en) 606210 situé sur le chromosome 1 codant la sélénoprotéine. La mutation de ce gène est aussi impliqué dans d'autres formes de dystrophies musculaires congénitales.

## Diagnostic
Le diagnostic de myopathie congénitale à cores centraux repose actuellement sur l’analyse de quelques fragments de muscle (biopsie musculaire) sur lesquels sont mis en évidence des aspects caractéristiques de cores en position centrale et parcourant toute la longueur de la fibre. Les enzymes musculaires sont normales ou très peu élevées. En complément de ces aspects histologiques, il est toujours recommandé de pratiquer un test de susceptibilité à l'hyperthermie maligne. Des études génétiques sont désormais possibles et cherchent à identifier des mutations dans le gène RYR1 (codant un récepteur à la ryanodine).

## Mode de transmission
Transmission autosomique dominante.

## Prise en charge et traitement
La prise en charge est principalement symptomatique et doit anticiper l'éventuel risque vital lié à l'anesthésie générale.